# Сливинский, Игорь Эдуардович
Игорь Эдуардович Сливинский (укр. Ігор Едуардович Сливинський, род. 27 апреля 1968 года, Киев, УССР, СССР) — украинский хоккеист.

## Биография
Воспитанник киевской хоккейной школы. Игровую карьеру начал в клубе местной школы высшего спортивного мастерства ШВСМ. В сезоне 1989/1990 выступал за клуб второй лиги чемпионата СССР — «Торпедо» из Нефтекамска.
После распада СССР уехал в Великобританию, где в 1993 году играл в составе клуба премьер-дивизиона Британской лиги «Тиссайд Бомберс», представлявшего город Биллингем. В том же сезоне вернулся в российский чемпионат, выступая за клуб Элитной лиги — кирово-чепецкую «Олимпию».
В сезоне 1995/1996 играл в чемпионате ВЕХЛ в составе киевского клуба «Крижинка» («Льдинка»), а затем — в чемпионате Венгрии в составе клуба Дунаферр из города Дунауйварош.
Вернувшись на Украину, вновь играл в украинских клубах ВЕХЛ — киевских «Крижинке» и «Беркуте» (до 2000 года — «Беркут-ПВО»), с которым стал чемпионом ВЕХЛ (1999/2000), а завершил карьеру в выступавшем в украинском чемпионате киевском «АТЭКе».
В составе последнего в сезоне 2002/2003 завоевал бронзовые медали чемпионата.

## Достижения
- Чемпион ВЕХЛ 1999/2000.
- Бронзовый призёр чемпионата Украины 2002/2003.